# Епархия Кашиас-ду-Мараньяна
Епархия Кашиас-ду-Мараньяна (лат. Dioecesis Caxiensis in Maragnano) — епархия Римско-Католической церкви с центром в городе Кашиас, Бразилия. Епархия Кашиас-ду-Мараньяна входит в митрополию Сан-Луиш-до-Мараньяна. Кафедральным собором епархии Кашиас-ду-Мараньяна является церковь Пресвятой Девы Марии.

## История
22 июля 1939 года римский папа Пий XII издал буллу «Si qua dioecesis nimia», которой учредил епархию Кашиас-ду-Мараньяна, выделив её из apxиепархии Сан-Луиш-до-Мараньяна.
20 декабря 1954 года епархия Кашиас-ду-Мараньяна передала часть своей территории епархии Балсаса.

## Ординарии епархии
- епископ Luís Gonzaga da Cunha Marelim (1941—1981)
- епископ Jorge Tobias de Freitas (1981—1986)
- епископ Luís d’Andrea (1987—2010)
- епископ Vilson Basso (2010 — по настоящее время)

## Источник
- Annuario Pontificio, Ватикан, 2007